# Anolis ventrimaculatus
Anolis ventrimaculatus е вид влечуго от семейство Dactyloidae. Видът е почти застрашен от изчезване.

## Разпространение
Разпространен е в Колумбия.